# Niellage
Pour les articles homonymes, voir Nielle.

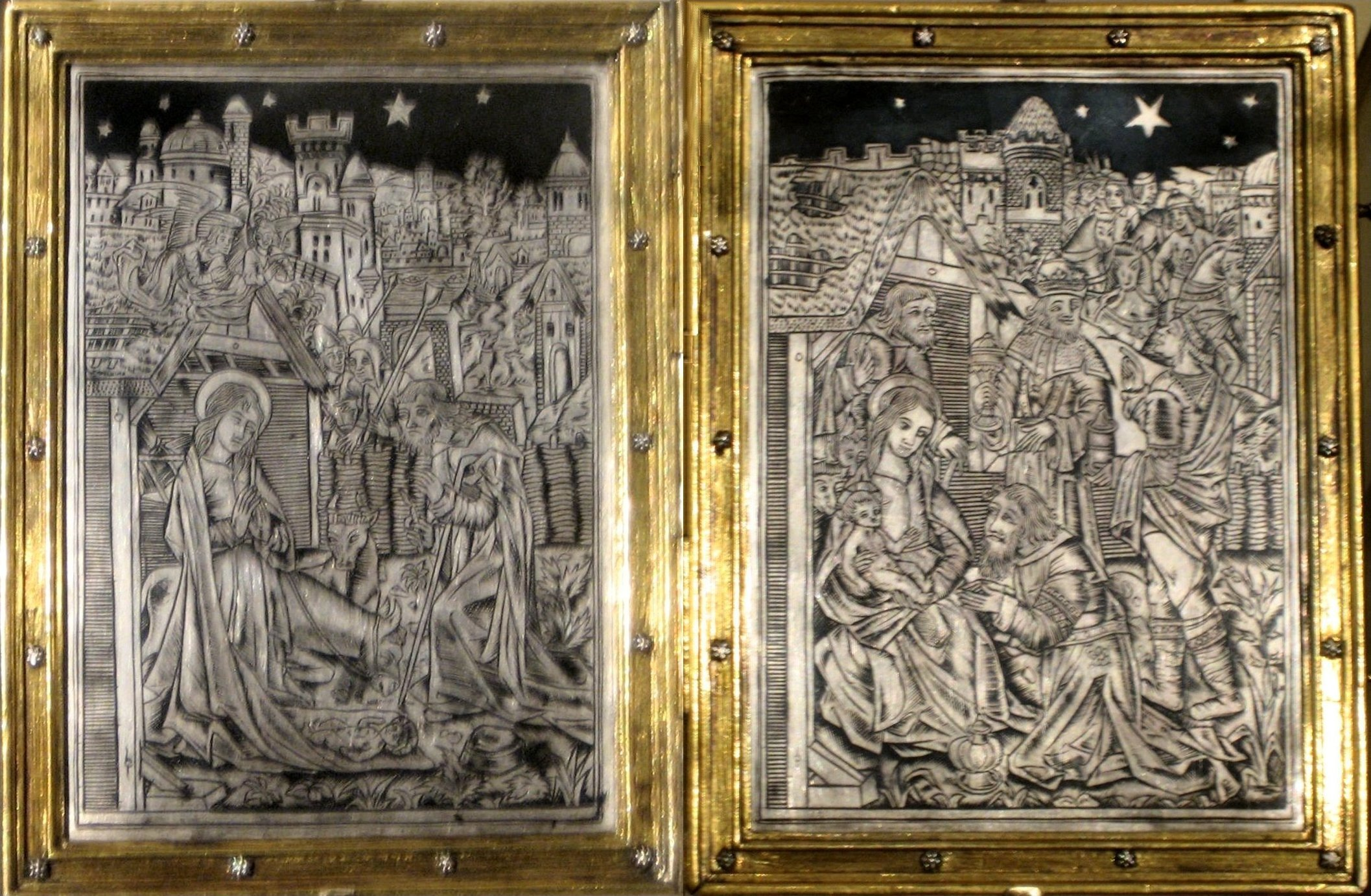
Diptyque en argento niellato du XVIe siècle de la Natività et de lAdorazione.

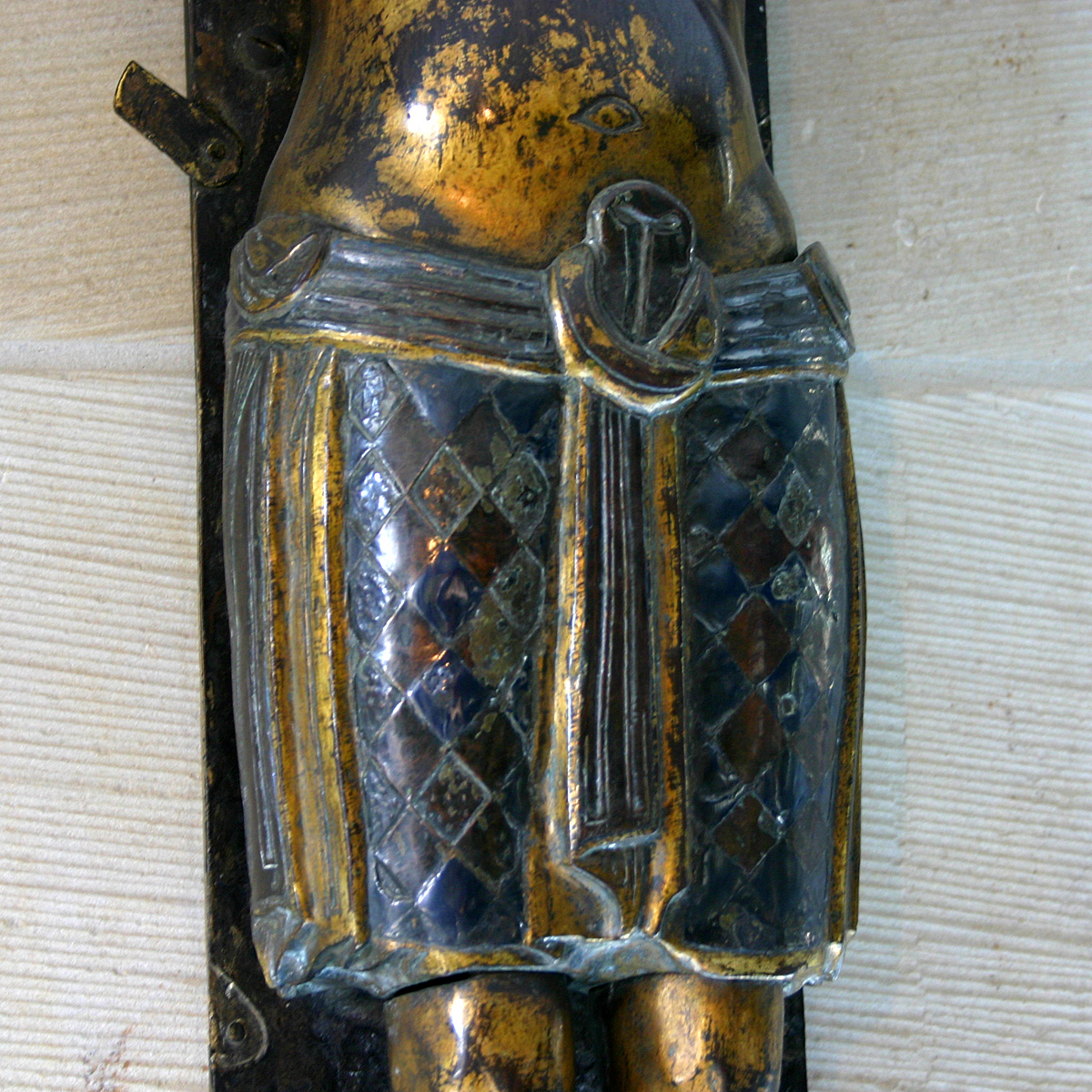
Niellage sur Christ en Croix de Minden (Allemagne).

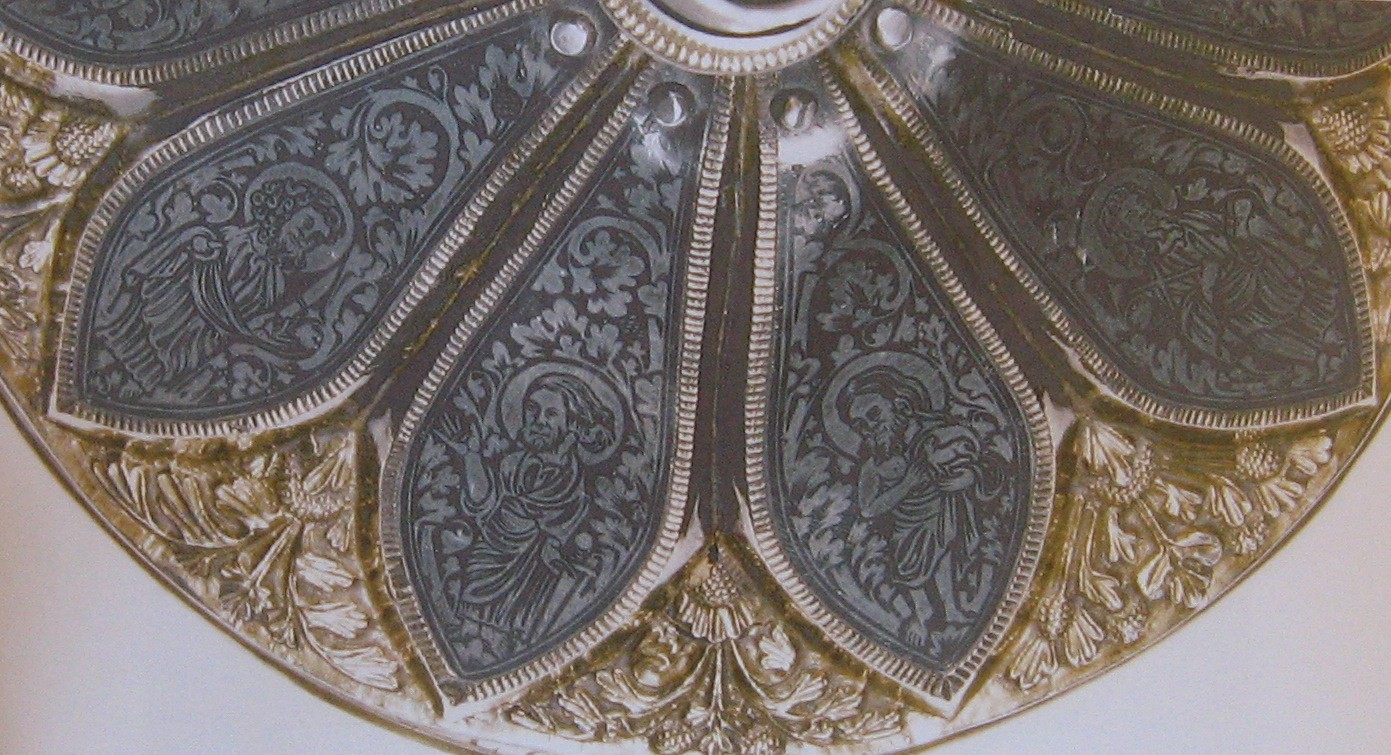
Calice de Gilles de Walcourt (détail du pied), par Hugo d’Oignies, 1228, Namur (Belgique).

Le niellage  est la technique d'orfèvrerie qui consiste à appliquer le nielle (ou niello, du latin nigellus, « noirci »), un sulfure métallique de couleur noire qui inclut du cuivre, de l'argent et souvent même du plomb ou du borax, employé comme matière de remplissage dans la marqueterie de métaux. Le métal gravé est rempli avec cet alliage fondu le long des traits produits par la gravure au burin, ensuite la surface niellée est polie pour éliminer le dépassement de métal ajouté.
Cette technique d'orfèvrerie est à distinguer des émaux ou du damasquinage et l'expression « émail de niellure » est impropre.
Le graveur de nielles est un « nielleur » et le résultat une « niellure ».
Le nielle est donc, d'abord, une technique d'orfèvrerie émaillée avant d'être considérée comme comme un pigment servant à l'impression sur papier. À Florence, dans l'atelier de Maso Finiguerra, le nielle tiré sur papier offrit, en effet, au cours d'une soixantaine d'années, une modalité nouvelle à l'art de l'estampe. Les premiers nielles florentins étant imprimés sur des matrices en soufre.  Les nielles plus tardifs du Bolonais Peregrino da Cesena ayant été, la plupart du temps, imprimés directement sur la plaque de métal. Le « Combat d'hommes nus »  d'Antonio Pollaiuolo est la plus célèbre gravure en taille douce tirée au nielle.

## Histoire
L'invention de cette technique est attribuée aux Égyptiens. Elle est ensuite reprise en Europe par les Romains puis au Moyen Âge, ensuite par les orfèvres de la Renaissance en Italie (niellatura) et en Allemagne, comme technique luxueuse et délicate pour les objets précieux comme les objets de culte et la vaisselle d'apparat.
Maso Finiguerra, nielleur de Florence, qui voulait contrôler son Triomphe et le Couronnement de la Vierge, enlevée au ciel et entourée d'anges, avant de recouvrir les traits de nielle, voulut essayer ce que produiraient sur une feuille de papier humide, les figures gravées couvertes de la fumée grasse d'une chandelle. Le papier ayant rendu fidèlement le sujet tracé sur le métal, cette technique (creux destiné à être rempli) donna naissance à la taille-douce (en remplaçant le niello par de l'encre).
Au XVIIe siècle, cette technique n'est plus utilisée que par les pays orientaux (pour les arabesques) ou russes (Veliki Oustioug) ; elle reprend quelque vigueur au XIXe siècle avec le damasquineur André Colomb (1786-1838).
Dans une utilisation plus commune et à large échelle, ce sont notamment des boîtiers de montres de poche de (période à vérifier) fin 1800, début 1900 que l'on trouve fréquemment ainsi décorés.

## Œuvres comportant des nielles
- Plaques de ceinturon en bronze fondu, ornées de dessins gravés et niellés, de travail romain découvertes en Suisse, à Windisch, l'ancienne Vindonissabs.
- Vases du trésor de Berthouville, conservé au cabinet des antiques de la Bibliothèque nationale de Paris.
- Plat d'argent trouvé en Crimée (musée de l'Ermitage), monogramme dont le chiffre et les couronnes sont niellés.
- Bras-reliquaire de saint Landélin à Crespin (Nord).
- Maso Finiguerra : Paix (1452) pour le baptistère de Florence.
- Musée diocésain d'Arezzo, pièces provenant de la Chiesa di Santa Maria Assunta, Bibbiena Capolona et de la cathédrale d'Arezzo.
- Médailles de Francesco Francia.
- Pietro Lombardo : dalle funéraire travaillée en niello du decemvir Alvise Diedo, Basilique de San Zanipolo (Venise), que Canova  considère comme un « vrai joyau artistique ».
- Les panneaux au trait ou trous du pavement intérieur du Duomo de Sienne.